# هیرلینگن
هیرلینگن (به آلمانی: Hirrlingen) یک شهر در آلمان است که در توبینگن واقع شده‌است.
 هیرلینگن  ۲٬۹۴۶ نفر جمعیت دارد.

## خواهرخوانده
شهر مینربو خواهرخواندهٔ هیرلینگن هست.